# Edmund Clowney
Edmund Prosper Clowney ( /ˈ k l aʊ n i / ; 30 juillet 1917 - 20 mars 2005) est un théologien, éducateur et pasteur américain.

## Jeunesse et éducation
Né à Philadelphie, en Pennsylvanie, il obtient un baccalauréat ès arts du Wheaton College en 1939, un baccalauréat en théologie du Séminaire théologique de Westminster en 1942, une maîtrise en théologie sacrée de la Yale Divinity School en 1944 et un doctorat en théologie du Wheaton College en 1966.

## Ministère
Clowney est ordonné dans l'Église presbytérienne orthodoxe et sert comme pasteur dans des églises du Connecticut, de l'Illinois et du New Jersey de 1942 à 1946. Le séminaire théologique de Westminster l'invite à devenir professeur adjoint de théologie pratique en 1952. En 1966, il devient le premier président de ce séminaire et le reste jusqu'en 1984, date à laquelle il devient théologien résident de l'église presbytérienne Trinity (qui fait partie de l'Église presbytérienne en Amérique) à Charlottesville, en Virginie. En 1990, il s'installe à Escondido, en Californie, où il est professeur adjoint au séminaire de Westminster en Californie. En 2001, il commence un poste à temps plein comme pasteur associé à l'église presbytérienne Christ the King à Houston, au Texas. Après deux ans au Texas, Clowney retourne à l'église presbytérienne Trinity en tant que théologien en résidence à temps partiel, poste qu'il occupe jusqu'à sa mort en 2005.
Tim Keller déclare que Clowney et J. Alec Motyer sont « les pères de mon ministère de prédication ».
Clowney épouse Jean Granger Wright (1920–2008) le 30 août 1942. Ils ont cinq enfants.

## Publications
Clowney est également un écrivain prolifique. Parmi ses ouvrages, on compte :
- Preaching and Biblical Theology ( (ISBN 0-87552-145-2))
- Called to the Ministry ( (ISBN 0-87552-144-4))
- Christian Meditation ( (ISBN 1-57383-227-8))
- Doctrine of the Church
- The Message of I Peter: The Way of the Cross  (The Bible Speaks Series,  (ISBN 0-8308-1227-X))
- The Unfolding Mystery: Discovering Christ in the Old Testament ( (ISBN 0-87552-174-6))
- Preaching Christ in All of Scripture ( (ISBN 1-58134-452-X))
- The Church (Contours of Christian Theology,  (ISBN 0-8308-1534-1))
- How Jesus Transforms the Ten Commandments ( (ISBN 978-1-59638-036-3))